# كلايف غريفيثز
كلايف غريفيثز (بالإنجليزية: Clive Griffiths)‏ (22 يناير 1955 في المملكة المتحدة - ) هو لاعب كرة قدم بريطاني في مركز الدفاع. لعب مع مانشستر يونايتد ونادي بليموث أرجايل ونادي ترانمير روفرز لكرة القدم وتلسا رافنكس وChicago Horizons ‏ وكنساس سيتي كومتس ‏ وشيكاغو ستينغ.

## وصلات خارجية
- كلايف غريفيثز على موقع قاعدة بيانات كرة القدم.إي يو (الإنجليزية)